# Stefan Posch
Stefan Posch (phát âm tiếng Đức: [ˈʃtɛfa(ː)n ˈpɔʃ]; sinh ngày 14 tháng 5 năm 1997) là một cầu thủ bóng đá người Áo hiện tại đang thi đấu ở vị trí hậu vệ cho câu lạc bộ Bologna tại Serie A, và Đội tuyển bóng đá quốc gia Áo.

## Sự nghiệp thi đấu

### Bologna
Vào ngày 1 tháng 9 năm 2022, Posch gia nhập câu lạc bộ Bologna tại Serie A theo dạng cho mượn với quyền chọn mua và nghĩa vụ mua có điều kiện.

## Sự nghiệp quốc tế
Posch ra mắt quốc tế cho Đội tuyển bóng đá quốc gia Áo vào ngày 11 tháng 6 năm 2019, trong trận đấu thuộc khuôn khổ Vòng loại giải vô địch bóng đá châu Âu 2020 gặp Bắc Macedonia, khi vào sân thay cho Aleksandar Dragović ở đầu hiệp 2.

## Thống kê sự nghiệp

### Câu lạc bộ
Tính đến 2 tháng 9 năm 2023
| Câu lạc bộ             | Mùa giải            | Giải đấu             | Giải đấu | Giải đấu | Cúp  | Cúp | Châu lục | Châu lục | Khác | Khác | Tổng cộng | Tổng cộng |
| Câu lạc bộ             | Mùa giải            | Hạng                 | Trận     | Bàn      | Trận | Bàn | Trận     | Bàn      | Trận | Bàn  | Trận      | Bàn       |
| ---------------------- | ------------------- | -------------------- | -------- | -------- | ---- | --- | -------- | -------- | ---- | ---- | --------- | --------- |
| Admira Wacker Amateure | 2013–14             | Regionalliga East    | 14       | 2        | —    | —   | —        | —        | —    | —    | 14        | 2         |
| Admira Wacker Amateure | 2014–15             | Regionalliga East    | 14       | 2        | —    | —   | —        | —        | —    | —    | 14        | 2         |
| Hoffenheim II          | 2015–16             | Under 19 Bundesliga  | 22       | 2        | —    | —   | —        | —        | —    | —    | 22        | 2         |
| Hoffenheim II          | 2016–17             | Regionalliga Südwest | 30       | 1        | —    | —   | —        | —        | —    | —    | 30        | 1         |
| Hoffenheim II          | 2017–18             | Regionalliga Südwest | 4        | 0        | —    | —   | —        | —        | —    | —    | 4         | 0         |
| Hoffenheim II          | 2018–19             | Regionalliga Südwest | 4        | 2        | —    | —   | —        | —        | —    | —    | 4         | 2         |
| Hoffenheim II          | Tổng cộng           | Tổng cộng            | 38       | 3        | —    | —   | —        | —        | —    | —    | 38        | 3         |
| 1899 Hoffenheim        | 2017–18             | Bundesliga           | 9        | 0        | 0    | 0   | 4        | 0        | —    | —    | 13        | 0         |
| 1899 Hoffenheim        | 2018–19             | Bundesliga           | 17       | 0        | 1    | 0   | 2        | 0        | —    | —    | 20        | 0         |
| 1899 Hoffenheim        | 2019–20             | Bundesliga           | 28       | 0        | 2    | 0   | —        | —        | —    | —    | 30        | 0         |
| 1899 Hoffenheim        | 2020–21             | Bundesliga           | 26       | 0        | 1    | 0   | 3        | 0        | —    | —    | 30        | 0         |
| 1899 Hoffenheim        | 2021–22             | Bundesliga           | 28       | 2        | 3    | 0   | —        | —        | —    | —    | 31        | 2         |
| 1899 Hoffenheim        | 2022–23             | Bundesliga           | 1        | 0        | 1    | 0   | —        | —        | —    | —    | 2         | 0         |
| 1899 Hoffenheim        | Tổng cộng           | Tổng cộng            | 109      | 2        | 8    | 0   | 9        | 0        | —    | —    | 126       | 2         |
| Bologna (mượn)         | 2022–23             | Serie A              | 29       | 6        | 1    | 0   | —        | —        | —    | —    | 30        | 6         |
| Bologna                | 2023–24             | Serie A              | 3        | 0        | 1    | 0   | —        | —        | —    | —    | 3         | 0         |
| Tổng cộng sự nghiệp    | Tổng cộng sự nghiệp | Tổng cộng sự nghiệp  | 238      | 13       | 10   | 0   | 9        | 0        | 0    | 0    | 248       | 13        |

### Quốc tế
Tính đến 26 tháng 3 năm 2024
| Đội tuyển quốc gia | Năm       | Trận | Bàn thắng |
| ------------------ | --------- | ---- | --------- |
| Áo                 | 2019      | 5    | 1         |
| Áo                 | 2020      | 4    | 0         |
| Áo                 | 2021      | 6    | 0         |
| Áo                 | 2022      | 5    | 0         |
| Áo                 | 2023      | 8    | 0         |
| Áo                 | 2024      | 2    | 0         |
| Tổng cộng          | Tổng cộng | 30   | 1         |

## Bàn thắng quốc tế
Tính đến 6 tháng 6 năm 2021
Tỷ số và kết quả liệt kê bàn thắng đầu tiên của Áo, cột điểm cho biết điểm số sau mỗi bàn thắng của Posch.
| #  | Thời gian            | Địa điểm                                  | Đối thủ  | Ghi bàn | Kết quả | Giải đấu                                    |
| -- | -------------------- | ----------------------------------------- | -------- | ------- | ------- | ------------------------------------------- |
| 1. | 13 tháng 10 năm 2019 | Sân vận động Stožice, Ljubljana, Slovenia | Slovenia | 1–0     | 1–0     | Vòng loại giải vô địch bóng đá châu Âu 2020 |